# Всесоюзний фестиваль телевізійних фільмів
Всесоюзний фестиваль телевізійних фільмів також ВФ телевізійних фільмів або ВФТФ — радянський кінофестиваль проводився з 1966 року по 1991 рік в СРСР як конкурс телевізійних фільмів.

## Історія
У 1966 році, в Радянському Союзі, де на той час масовому телебаченню виповнилося лише десять років, було проведено перший Всесоюзний фестиваль телевізійних фільмів — у Києві. На першому фестивалі у 1966 році були лише дві номінації — документальних і ігрових фільмів для малого екрану. Через 20 років у 1985 році у Києві знову провдодився вже 9-тий ВФТФ на якому було вже не 2, а 15 різних номінацій.

## Нагороди
- I — в Києві (1966)
- II — в Москві (1967)
- III — в Ленінграді (1969)
- IV — в Мінську (1971)
- V — в Ташкенті (1973)
- VI — в Тбілісі (1975)
- VII — в Ленінграді (1977)
- VIII — в Баку (1979)
- IX — в Єревані (1981)
- X — в Алма-Аті (1983)
- XI — в Києві (1985)
- XII — в Мінську (1987)
- XIII — в Душанбе (1989)
- XIV — в Саратові (1991)

Після розпаду СРСР фестиваль ще один раз проходи у 1993 році в Ростові-на-Дону як XV «Відкритий фестиваль телевізійних фільмів». На ньому Гран-прі здобув документальний білоруський фільм "Мгновения радости" (реж. В. Басов).